# Гамбија на Светском првенству у атлетици на отвореном 2019.
Гамбија је учествовала на 17. Светском првенству у атлетици на отвореном 2019. одржаном у Дохи од 27. септембра до 6. октобра седамнаести пут, односно учествовала је на свим првенствима одржаним до данас. Репрезентацију Гамбије представљала су 2 такмичара (1 мушкарац и 1 жена) који су се такмичили у 3 дисциплине (1 мушка и 2 женске) ,
На овом првенству такмичари Гамбије нису освојили ниједну медаљу. У табели успешности према броју и пласману такмичара који су учествовали у финалним такмичењима (првих 8 такмичара) Гамбија је са 1 учесником у финалу делила 58 место са 3 бода.
| Плас. | Земља   | 1. место | 2. место | 3. место | 4. место | 5. место | 6. место | 7. место | 8. место | Бр. финал. | Бод. |
| ----- | ------- | -------- | -------- | -------- | -------- | -------- | -------- | -------- | -------- | ---------- | ---- |
| =58.  | Гамбија | 0        | 0        | 0        | 0        | 0        | 1        | 0        | 0        | 1          | 3    |

## Учесници
| Мушкарци: - Ебрима Камара — 100 м | Жене: - Ђина Бас — 100 м, 200 м |  |

## Резултати

### Мушкарци
| Атлетичар     | Дисциплина | Лични рекорд | Квалификације | Квалификације | Полуфинале           | Полуфинале           | Финале               | Финале       | Детаљи |
| Атлетичар     | Дисциплина | Лични рекорд | Резултат      | Место         | Резултат             | Место                | Резултат             | Место        | Детаљи |
| ------------- | ---------- | ------------ | ------------- | ------------- | -------------------- | -------------------- | -------------------- | ------------ | ------ |
| Ебрима Камара | 100 м      | 10,21        | 10,38 (.375)  | 8. у гр. 3    | Није се квалификовао | Није се квалификовао | Није се квалификовао | 39 / 65 (68) |        |

### Жене
| Атлетичарка | Дисциплина | Лични рекорд | Квалификације | Квалификације | Полуфинале | Полуфинале | Финале                | Финале      | Детаљи |
| Атлетичарка | Дисциплина | Лични рекорд | Резултат      | Место         | Резултат   | Место      | Резултат              | Место       | Детаљи |
| ----------- | ---------- | ------------ | ------------- | ------------- | ---------- | ---------- | --------------------- | ----------- | ------ |
| Ђина Бас    | 100 м      | 11,13 НР     | 11,25 КВ      | 3. у гр. 6    | 11,24      | 6. у гр. 1 | Није се квалификовала | 15 / 47     |        |
| Ђина Бас    | 200 м      | 22,58 НР     | 22,67 КВ      | 3. у гр. 5    | 22,60 кв   | 3. у гр. 3 | 22,71                 | 6 / 43 (48) |        |